# Ian Mackay
Ian Reay Mackay (ur. 9 maja 1938 w Salisbury) – rodezyjski hokeista na trawie, olimpijczyk.
Uczestnik Letnich Igrzysk Olimpijskich 1964, na których reprezentował Rodezję Południową (późniejsze Zimbabwe) w zawodach hokeja na trawie. Zagrał w czterech z sześciu spotkań fazy grupowej. Były to kolejno mecze przeciwko reprezentacjom: Kenii (0–0), Wielkiej Brytanii (1–4), Pakistanu (0–6) i Nowej Zelandii (2–1). W trzech spotkaniach zagrał jako lewy pomocnik, jedynie przeciwko Kenii wystąpił na pozycji lewoskrzydłowego (nie zdobył gola). Drużyna Rodezji zajęła 6. miejsce w grupie, a w końcowym zestawieniu 11. pozycję ex aequo z Belgią (na 15 startujących reprezentacji).